# Ulemo
Ulemo è una circoscrizione rurale (rural ward) della Tanzania situata nel distretto di Iramba, regione di Singida. Conta una popolazione di 17 174 abitanti (censimento 2012).